# Карин Туил
Карин Туил (енгл. Karine Tuil; Париз, 3. мај 1972), француска је књижевница која је написала неколико награђиваних романа на француском и енглеском језику. Њени радови имају теме у распону од брака и јеврејског идентитета до притворских центара и корпоративне политике.

## Позадина
Туил је рођен у Паризу 3. маја 1972. године. Након што је положила матуру, студирала је право и добила диплому напредних студија права комуникација на Paris-Panthéon-Assas University (Panthéon Assas). Туил је радила као адвокат, и припремила тезу коју није одбранила. Тада је одлучила да се посвети писању.

## Каријера
Први објављени Туилин роман, Pour le Pire, приметио је Жан-Мари Руар. Објавила га је у септембру 2000. године издавачка кућа Plon. Роман описује споро распадање пара. Њен други роман, Forbidden (Забрањено), (2001) – сатирични приказ кризе идентитета једног старог Јеврејина – изабран је за Гонкурову награду и Визо награду. Преведен је на неколико језика, а позоришту га је прилагодила Salomé Lelouch 2014. под насловом The marriage of Mr Wessmann (Брак господина Весмана).
Књига Female Sex објављена је 2002. године. То је комедија о односима мајке и ћерке. Овај трећи роман завршава њену трилогију о јеврејској породици. Године 2003. објавила је Tout sur mon frère, која истражује негативне ефекте аутофикције. Била је номинована за награду продаваца књига и била је финалиста француске телевизијске награде.
Године 2005. Туил је објавила When I Was Funny (Кад сам био смешан) француска комедија смештена у Њујорк. Године 2007. појавио се Douce France, друштвени роман о административним притворским центрима.
Године 2008. Туил је објавио Domination Доминација. Реч је о политици моћи у издавачком свету кроз призме идентитета. Domination (Доминација) је била у првој селекцији за Гонкурову награду, Гонкурову средњошколску награду и награду Флоре. Туил је за овај роман добила Стендалову стипендију Министарства спољних послова.
Године 2010. њен роман Six Months, Six Days (Шест месеци, шест дана) био је први и други избор Гонкурове награде за 2010, први избор Интералијеве награде и Гонкурове средњошколске награде. Године 2011. освојила је Књижевну награду Роман Невс.
Туилов девети роман под насловом L'Invention de nos vies објављен је у септембру 2013. у издавачкој кући Грасет. Овај роман се бави „причом о младићу арапског порекла, Самиру, који, да би успео у својој каријери пословног адвоката у Њујорку“, позајмљује „део идентитета свог најбољег пријатеља из детињства, Јеврејина по имену Самјуел.". Роман се појавио у неколико избора књижевних награда, укључујући Фемина, Interallié, Гонкур, Гонкурове средњошколске награде и награде књижара. Био је финалиста Гонкурове награде. L'Invention de nos vies је преведен у неколико земаља укључујући Велику Британију, Сједињене Државе (под насловом The age of reinvention ), Канаду, Италију, Кину, Грчку, Холандији, и Немачку.
Туилов роман The Insouciance (Незадовољство) објављен је 2016. године. О објављивању овог десетог романа, лист Монд 2016. пише, о свим њеним књигама: „Неке теме су очигледне. На пример, јеврејство ликова. А потом: отац, закон, кафкијански хумор – додаје Insouciance (Безбрижност) у ауторовом Letter to the father (Писму оцу)  “. Роман је добио Ландернеау награду за читаоце.

## Награде и признања
- 2011. године Fiction News Prize за Six Months, Six Days
- Prix littéraires Les Lauriers Verts (Књижевна награда Зелене ловорике) у категорији фикције за 2013. за L'Invention de nos vies.[19]
- У среду, 23. априла 2014. године, Карин Туил је примила Chevalier de l'ordre des arts et des lettres (Ознаке уметности и писма Витешког ордена), које је доделио Aurélie Filippetti, министар културе и комуникација [20]
- The Carefree (Безбрижни) је 2016. године изабран за Гонкурову награду – велику награду Француске академије – и Interallié, а добио је Ландерно награду читалаца 5. октобра [21] 2016.
- Дана 23. марта 2017. године, госпођа Audrey Azoulay, министарка културе и комуникација доделила јој је чин официра Ордена уметности и књижевности.
- Les Choses humaines је награђен 2019. наградом Prix Interallié и 2019. Prix Goncourt des Lycéens.

## Адаптације њеног дела
- 2014 - 2015: The Wedding of Mr Wessmann (Венчање господина Весмана-, према делу Forbidden (Забрањено), адаптација Саломе Лелуш,[3][4] theater La Bruyère[22] позориште Ла Брујер [23] од октобра 2014. до јуна 2015; Авињонски фестивал у јулу 2015.
- 2021: The Accusation (Оптужба), заснована на њеном роману Les Choses humaines из 2019, који су адаптирали Иван Атал и Јаел Лангман.[24]